# Pionothele
Pionothele là một chi nhện trong họ Nemesiidae.
Pionothele được miêu tả năm 1902 bởi Purcell.

## Soort
Pionothele có các loài sau:
- Pionothele straminea Purcell, 1902